# WoWWiki
WoWWiki este un wiki despre universul fictiv Warcraft și una dintre cele mai mari aplicații wiki despre un anumit subiect. A început ca un proiect independent în 2004, iar în 2007 s-a alăturat serviciului de găzduire Wikia. La sfârșitul anului 2010, majoritatea administratorilor care nu au fost mulțumiți de modificările impuse de Wikia au început să lucreze la o dezvoltare independentă cunoscută sub numele de Wowpedia.

## Istorie
WoWWiki.com a fost lansat la 24 noiembrie 2004, a doua zi după lansarea World of Warcraft (WoW), ca sursă de informații referitoare la WoW și suita de modificări de interfață Cosmos. Ulterior, wiki-ul a fost extins pentru a acoperi întregul univers Warcraft, inclusiv jocurile RTS, romane, cărți de referință RPG, manga și alte surse scrise, împreună cu pachetele de expansiune WoW. În diferite momente din istoria dezvoltării sale, wiki-ul a fost descris ca fiind "cel mai cunoscut wiki MMO",  "al doilea cel mai mare wiki în limba engleză după Wikipedia" și ca "mama tuturor surselor informaționale WoW".